# Black City
Black City è il quarto album in studio di Matthew Dear. È stato pubblicato tramite Ghostly International nel 2010.
Metacritic, che assegna un punteggio medio ponderato su 100 alle recensioni, ha dato a Black City un punteggio medio del 78% basato su 23 recensioni, indicando "recensioni generalmente favorevoli".
Pitchfork l'ha inserita al numero 46 della lista dei "Top 50 Albums of 2010".

## Tracce
1. Honey – 3:47
2. I Can't Feel – 4:18
3. Little People (Black City) – 9:20
4. Slowdance – 4:22
5. Soil to Seed – 2:28
6. You Put a Smell on Me – 5:04
7. Shortwave – 5:12
8. Monkey – 3:39
9. More Surgery – 5:30
10. Gem – 4:07